# Aleksander Skotnicki (hematolog)
Aleksander Bartłomiej Skotnicki (ur. 24 sierpnia 1948) – polski hematolog i transplantolog, specjalista chorób wewnętrznych II stopnia, profesor nauk medycznych, w latach 1993–2018 kierownik Kliniki i Katedry Hematologii Collegium Medicum Uniwersytetu Jagiellońskiego w Krakowie, wykładowca akademicki, działacz społeczny, członek Polskiej Akademii Umiejętności.

## Życiorys
Urodził się 24 sierpnia 1948 roku. Jego ojcem był Roman Skotnicki, a matką Alina z domu Sokołowska – psycholog, działaczka Polskiego Towarzystwa Higieny Psychicznej i pracownik Akademii Medycznej w Krakowie. Babcią Aleksandra Skotnickiego ze strony matki była Janina Anna Sokołowska, nauczycielka szkół średnich, działaczka społeczna i konspiracyjna (AK, Żegota). W 1945 roku zginęła w obozie koncentracyjnym w Ravensbrück, została odznaczona pośmiertnie medalem Sprawiedliwy wśród Narodów Świata przez Instytut Jad wa-Szem w Jerozolimie w 1989 roku.

### Działalność naukowa
Aleksander Skotnicki uczęszczał w latach 1962–1966 do Liceum Ogólnokształcącego im. Króla Jana III Sobieskiego w Krakowie, gdzie zdał maturę. W 1972 roku ukończył studia na Akademii Medycznej w Krakowie. Był uczniem prof. Juliana Aleksandrowicza i prof. Juliana Blicharskiego.
W 1974 roku odbył staż naukowy w Imperial Cancer Research Fund w Londynie. W 1982 roku otrzymał roczne stypendium Fundacji Fulbrighta na prowadzenie badań w George Washington University w Waszyngtonie.

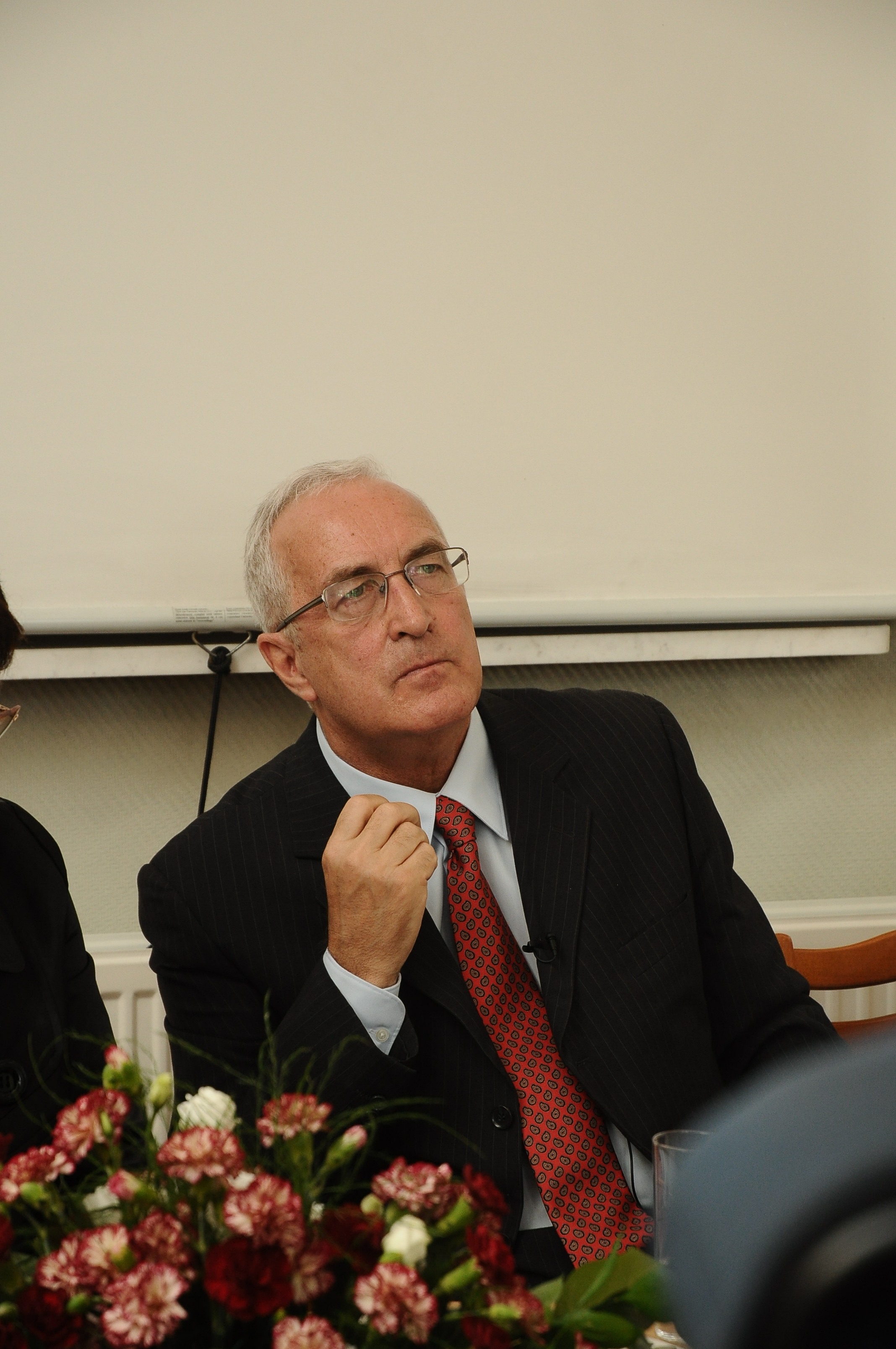
Profesor Aleksander Skotnicki w dyskusji (2009)

W 1995 roku Aleksander Skotnicki uzyskał tytuł profesora nauk medycznych. W latach 1972–2018 pracował w Klinice Hematologii Collegium Medicum Uniwersytetu Jagiellońskiego, w tym przez ostatnie 25 lat jako jej kierownik. Stworzył w Krakowie nowoczesny ośrodek leczenia nowotworowych chorób krwi oraz transplantacji szpiku. W ośrodku tym przeprowadzono przeszło 2 tys. transplantacji u chorych z ostrymi białaczkami, szpiczakiem plazmocytowym i chłoniakami złośliwymi, ratując życie u większości pacjentów. 
Opublikował jako autor lub współautor ponad dwieście pięćdziesiąt oryginalnych prac badawczych w recenzowanych czasopismach naukowych.
Na przestrzeni lat był wykładowcą akademickim kolejno Akademii Medycznej w Krakowie i Collegium Medicum Uniwersytetu Jagiellońskiego, m.in. w Medical School in English. Był promotorem dwudziestu siedmiu przewodów doktorskich, recenzował ponad czterdzieści prac doktorskich i habilitacyjnych.
W 2012 roku został przyjęty w poczet członków Wydziału Lekarskiego Polskiej Akademii Umiejętności.

### Działalność społeczna
Niezależnie od pracy klinicznej i naukowej, Aleksander Skotnicki jest aktywny na polu społecznym. Jest członkiem honorowym Polskiego Towarzystwa Hematologów i Transfuzjologów i od ponad 30 lat przewodniczącym jego oddziału krakowskiego. Ponadto jest wiceprzewodniczącym Towarzystwa Lekarskiego Krakowskiego. Był prezesem Zarządu i jednym z członków założycieli działającej od 1990 roku Fundacji Profilaktyki i Leczenia Chorób Krwi im. prof. Juliana Aleksandrowicza i Fundacji „Stradomskie Centrum Dialogu”. 
W swojej działalności społecznej zajmował się m.in. badaniem kwestii związanych z historią Żydów w Polsce, a szczególnie z Holokaustem, oraz działał na rzecz upamiętnienia ofiar Shoah. Nawiązywał kontakty z Żydami ocalonymi z Holokaustu, m.in. z osobami z listy Oskara Schindlera i listy Chiune Sugihary. Dokumentował historię krakowian rozsianych w następstwie II wojny światowej po różnych częściach świata, publikując przeszło 30 monografii w tym zakresie. Zorganizował również kilkanaście wystaw zdjęć i dokumentów na temat społeczności żydowskiej w Polsce, m.in. w galerii przy ulicy Stradomskiej, w Pałacu Sztuki i krakowskich synagogach.
Aleksander Skotnicki organizuje również coroczne spotkania chorych po transplantacji szpiku z Zespołem Kliniki oraz władzami Uniwersytetu Jagiellońskiego i Szpitala Uniwersyteckiego oraz jest zaangażowany w doroczne aukcje dzieł sztuki na rzecz chorych z białaczkami.

### Życie prywatne
28 czerwca 2018 w auli Collegium Maius Uniwersytetu Jagiellońskiego odbył się uroczysty jubileusz siedemdziesiątych urodzin prof. Aleksandra Skotnickiego. Z udziałem prezydenta miasta Krakowa i władz uczelni oraz kierowników klinik hematologii z całej Polski. 

## Publikacje
- Oskar Schindler. W oczach uratowanych przez siebie krakowskich Żydów. Wydawnictwo AA, 2007.
- Arka. Opowieść o życiu i przetrwaniu. Aleksander Skotnicki w rozmowie z Katarzyną Kachel i Maciejem Kwaśniewskim. Wydawnictwo Znak, 2019.

## Nagrody i odznaczenia
- Złota Odznaka Towarzystwa Walki z Kalectwem (1988)
- Odznaka „Zasłużonemu – Polskie Towarzystwo Lekarskie” (1999)
- Medal Polskiej Wojskowej Służby Krwi (2000)
- Złoty Medal Fundacji Prometeusz – Pro Publico Bono (2000)
- Krzyż Kawalerski Orderu Odrodzenia Polski (2000)
- Medal Doktora Aleksandra Kremera od Towarzystwa Lekarskiego Krakowskiego (2006)
- Odznaka Honoris Gratia za zasługi dla Krakowa i jego mieszkańców (2006)
- Nagroda Krakowska Książka Miesiąca (luty 2008)[10]
- Nagroda Jana Karskiego i Poli Nireńskiej (2009)
- Jubileuszowy Medal 60-lecia Nauczania Medycyny w Lublinie
- Bene Meritus od Polskiego Towarzystwa Lekarskiego dla osób działających na rzecz ochrony zdrowia (2006)
- Medal „Gloria Medicinae” od Polskiego Towarzystwa Lekarskiego – dla najbardziej zasłużonych lekarzy (2007)
- Człowiek Roku 2009 w plebiscycie Gazety Krakowskiej (2010)
- Laureat konkursu Profesjonaliści Forbesa w województwie małopolskim w dziedzinie medycyny (2013)
- Nagroda im. ks. Stanisława Musiała za 2015 rok
- Nagroda Miasta Krakowa (2016)

Opracowano na podstawie materiału źródłowego.